# James Hilton McManus
James Hilton McManus, né le 8 avril 1992, est un joueur sud-africain de badminton.

## Carrière
James Hilton McManus est médaillé d'or en équipe mixte aux Championnats d'Afrique 2013 et 2014.
Il obtient aux Championnats d'Afrique 2017 la médaille d'argent en double messieurs avec Andries Malan et la médaille d'argent en équipe mixte.